# Vụ tùng xẻo con ngựa "Snippy"

Bức ảnh chụp Snippy sau khi chết cho thấy những vết cắt được cho là "sạch".

Vụ tùng xẻo con ngựa "Snippy" là cái chết khả nghi do mổ xẻ một con ngựa ở bang Colorado được trình báo rộng rãi lần đầu tiên vào ngày 5 tháng 10 năm 1967. Giới chuyên gia chính thống kết luận cái chết này là kết quả của nguyên nhân tự nhiên, mặc dù báo chí giật gân và văn học dân gian đặt câu hỏi không có căn cứ liệu cái chết và vụ cắt xẻo có thể liên quan đến giáo phái Satan, hoạt động tình báo hoặc thậm chí là đĩa bay.  Những bộ xương còn sót lại hiện là một phần của điểm tham quan UFO.

## Truyền thông đưa tin
Ngày 5 tháng 10 năm 1967, các tờ báo khắp cả nước đăng những dòng tít giật gân như "Đĩa bay đã giết chết con ngựa của tôi!".
Báo chí kể câu chuyện về "Snippy", một con ngựa cái Appaloosa 3 tuổi được nuôi dưỡng tại Trang trại Harry King ở Alamosa, Colorado. Báo chí đưa tin rằng Snippy đã không quay lại trang trại để uống đồ uống buổi tối như thường lệ vào ngày 7 tháng 9, thúc đẩy một cuộc tìm kiếm. Ngày 9 tháng 9, chủ trang trại Harry King tìm thấy Snippy đã chết và bị cắt xẻo cách đó khoảng một phần tư dặm.
Theo báo chí đưa tin, King phát hiện con vật bị lột da hoàn toàn, mất hết thịt ở cổ và vai, chỉ còn lại xương đã được tẩy trắng.   Các vết cắt được mô tả là "hoàn toàn trơn tru", và có thông tin cho rằng không hề có vết máu trên người con vật và trên mặt đất. King lưu ý rằng không có dấu vết xung quanh con ngựa chết.
Ngày hôm sau, King quay lại địa điểm này cùng với chủ sở hữu của Snippy, Burl Lewis và vợ ông.  Nơi này được cho là đã tràn ngập "mùi ngọt ngào kinh tởm" và những mảnh xương từng được tẩy trắng đã chuyển sang màu hồng tươi. Bà Lewis kể lại việc xử lý một mảnh thịt ngựa và mô tả nó "dính" và trơn; Bà cho biết tay mình bắt đầu bị bỏng và chuyển sang màu đỏ, vết bỏng vẫn tiếp tục cho đến khi nào rửa sạch mới hết được. Gia đình Lewises đã gọi điện cho Cảnh sát trưởng Quận Alamosa Ben Phillips, người này nói với họ rằng cái chết này có thể là do bị "sét đánh" và chẳng bao giờ thèm đến thăm địa điểm này.
Nhóm này được cho là đã phát hiện ra các dấu hiệu cho thấy máy bay đang hạ cánh—địa hình có "dấu ống xả hình tròn", "cây bụi bị đè bẹp" và các vết lõm hình tròn trên đất. Một máy đếm geiger được cho là đã báo cáo lượng bức xạ cao xung quanh các vết ống xả và các bụi cây bị dẹt. Đến ngày 23 tháng 9, xương được cho là đã chuyển sang màu đen.
Báo chí đưa tin mẹ của chủ trang trại, Agnes King, 87 tuổi, khẳng định có một vật thể lớn bay ngang qua ngôi nhà trang trại vào ngày Snippy mất tích, mặc dù bà không thể xác định được vật thể đó vì không đeo kính. Các báo cáo khác về UFO địa phương đã được thảo luận.

## Đón nhận và ảnh hưởng

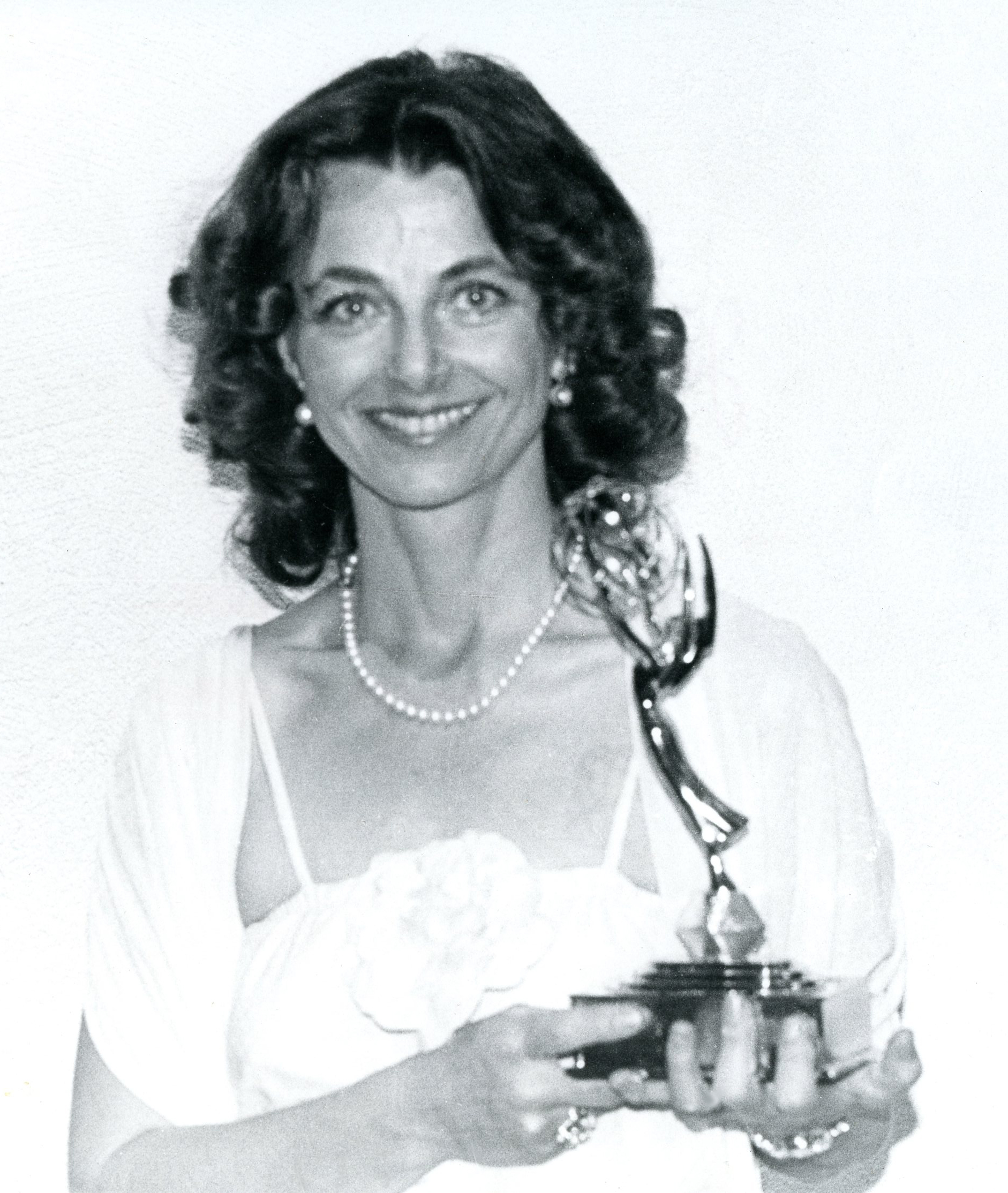
Linda Moulton Howe được thấy ở đây khi nhận giải Emmy cho bộ phim tài liệu năm 1981 về hiện tượng cắt xẻo động vật, vụ Snippy đã được phổ biến rộng rãi.

Câu chuyện này từng được báo chí đăng lại và phổ biến trên toàn quốc; vụ này là trường hợp đầu tiên đưa ra suy đoán rằng sinh vật ngoài hành tinh và vật thể bay không xác định có liên quan đến hiện tượng tùng xẻo cơ thể. Đến ngày 1 tháng 12, UFO dân sự được NICAP nghiên cứu đã báo cáo rằng vụ việc này "không phải là trường hợp UFO hay đặc biệt bí ẩn". Tuần đó, xương của Snippy được chuyển cho bác sĩ thú y địa phương để bảo quản.  Báo chí sau đó có đề cập rằng con ngựa này đã bị bắn "vào mông". Hai sinh viên từ Trường Đại học Tiểu bang Alamosa thú nhận đã lẻn ra đồng cỏ và bắn chết con ngựa vài tuần sau khi vụ việc được công bố.
Một cuộc điều tra sau đó của Ủy ban Condon đã kết luận rằng "Không có bằng chứng nào chứng minh cho khẳng định rằng cái chết của con ngựa có liên quan đến bất kỳ nguyên nhân bất thường nào". Năm 1968, Edward Condon, lãnh đạo ủy ban, nhắc lại vụ Snippy là báo cáo "kỳ lạ nhất" mà nhóm của ông đã điều tra.
Năm 1968, câu chuyện này được tác giả huyền bí John Keel và tác giả truyện tranh khoa học viễn tưởng Otto Binder tiếp tục truyền bá sâu rộng hơn.

### Mối quan tâm tiếp theo
Bắt đầu từ thập niên 1970, nước Mỹ đã trải qua làn sóng tùng xẻo gia súc được ví như cái chết của Snippy.  Điều tra viên hiện tượng tùng xẻo Linda Moulton Howe đã xem lại vụ Snippy, phỏng vấn các nhân chứng trong cuốn sách năm 1989 của cô có nhan đề An Alien Harvest. Theo nguồn tài liệu của cô, con ngựa thực sự không được đặt tên là "Snippy"; Snippy từng là con của con ngựa cái "bị cắt xẻo", thực ra được đặt tên là "Lady".  Mặc dù vậy, Snippy vẫn là cái tên thông thường dùng để chỉ con ngựa đã chết.
Bộ xương này được bảo quản đã chuyển từ chủ sở hữu này sang chủ sở hữu khác cho đến năm 2021 thì được Tháp quan sát UFO, một điểm thu hút khách du lịch ở Colorado, lấy đem về đây.